# Sòstenes
Sòstenes (en grec antic: Σωσθένης) era, segons la mitologia grega, un personatge vinculat a la llegenda dels argonautes.
Pierre Grimal, que ho treu de Joan Malales, explica que els argonautes van sortir de Cízic, per travessar el Bòsfor, però a Bitínia els va aturar el gegant Àmic, fill de Posidó i rei dels bèbrics. Van fugir fins a resguardar-se en una petita cala i allà van veure un home amb ales i d'una gran alçada, que els va profetitzar que derrotarien Àmic. Els herois, intrèpids, van arremetre contra el gegant i el van guanyar fàcilment. En aquell lloc van bastir un santuari en honor de la deïtat tutelar que els havia predit la victòria i el van adorar amb el nom de Sòstenes. En temps de Constantí, el santuari era una capella dedicada a sant Miquel, amb qui es comparava Sòstenes.